# Werner Krüger (Luftfahrtingenieur)
Werner Krüger (* 23. November 1910 in Kolberg; † 21. Oktober 2003 in Göttingen) war ein deutscher Luftfahrtingenieur und Erfinder.

## Leben
Krüger gilt als Erfinder der Krügerklappe im Flugzeugbau. Die Krügerklappe wurde im Jahre 1943 von ihm in Göttingen entwickelt und am 12. Januar 1944 von der Aerodynamischen Versuchsanstalt Göttingen (AVA) zum Patent angemeldet.